# كارل فريدريك بيرك
كارل فريدريك بيرك هو طيار كندي، ولد في 10 فبراير 1913 في تشارلوت تاون في كندا، وتوفي في 1 سبتمبر 1976 في بوسطن في الولايات المتحدة.